# Winfried Aufenanger
Winfried „Aufi“ Aufenanger (* 4. Januar 1947 in Kassel; † 10. Oktober 2021 ebenda) war bis 2001 zwanzig Jahre lang ein deutscher ehrenamtlicher Verbandstrainer der Marathonläufer des Deutschen Leichtathletik-Verbands (DLV).

## Leben
Aufenanger leitete als Polizeibeamter das 3. Polizeirevier in Kassel Nord und später das 2. Polizeirevier in Vellmar.
Als langjähriger Marathon-Bundestrainer agierte er bei Meisterschaften bis hin zu fünf Teilnahmen an den Olympischen Spielen. Er ist Mitbegründer des Kasseler Citylaufes und rief den Kassel-Marathon ins Leben, der erstmals am 10. Juni 2007 stattfand. Nach dem Aus der Askina-Sportfeste war er 2013 Organisationsleiter des wiederbelebten Sport-Meetings des PSV Grün-Weiß Kassel.
Aufenanger trainierte bis 2018 die Leichtathletikabteilung des Vereins PSV Grün-Weiß Kassel, zu deren Gründungsmitgliedern er 1977 gehörte. Zu seinen dort betreuten Athleten gehörten im Verlauf der Jahre u. a. Ralf Salzmann, Silke Optekamp, Simret Restle, Anna Hahner, Lisa Hahner, Julian Flügel, Jens Nerkamp, Ybekal Daniel Berye, Thordis Arnold und Melat Yisak Kejeta.
Ende des Jahres 2018 verließ der 71-Jährige den PSV Grün-Weiß Kassel und gründete seinen eigenen Verein, das Laufteam Kassel. Mit ihm wechselten neben rund 40 weiteren Athleten auch Nerkamp und Kejeta.
Er war verheiratet und Vater des CDU-Politikers Michael Aufenanger. Ferner war er Großvater von drei Enkelinnen. Er lebte in Ahnatal-Weimar.
Winfried Aufenanger wurde 2021 mit dem Verdienstkreuz 1. Klasse des Verdienstordens der Bundesrepublik Deutschland ausgezeichnet.